# Chariots of War
Chariots of War es un videojuego de estrategia a turnos con una componente táctica en tiempo real (todo en 2D) ambientado en Mesopotamia y en el Antiguo Egipto durante las guerras de la Edad del Bronce. El objetivo es aumentar una civilización construyendo ciudades y controlando tropas. El juego fue desarrollado por Slitherine Software Uk Ltd y distribuido en el año 2003. Es la secuela espiritual del juego Legion Gold, y fue continuada por Spartan, basado en el mismo motor de juego y distribuido en el año 2004.

## Modalidad de juego
El juego presenta varias campañas para el juego en singular, relativas a diferentes áreas y poblaciones; hay además un tutorial para aprender las nociones básicas del juego.

## Campañas
Existen 6 campañas, además de la de aprendizaje:
- Gran Campaña: Es la campaña más grande del juego. Permite elegir uno de los más de 75 pueblos posibles. Necesita bastantes horas para completar la campaña.
- Egipto: El jugador tiene la tarea de unificar Egipto eligiendo entre las 4 facciones de Egipto (Alto Egipto, Kemet, Bajo Egipto y Delta), la Baja Nubia, los Kushitas, los Meshwesh, los Ictiófagos, los Trogloditas u otras facciones.
- Anatolia: El jugador puede jugar con los Hititas, los Lukka, los Arzawa, los Tracios, los Mitanni, los Kizzuwatna, el Retablo, la ciudad estada de Ugarit u otras facciones en un mapa que cubre la entera actualTurquía.
- Mesopotamia: La campaña cubre la entera Mesopotamia y da la posibilidad de poder jugar en la ciudad estado de Babilonia, Ur o Lagash, o de imperios como el Asiria, los Gutei, los Acadios, los Mitanni, el Elam u otras facciones.
- Levante: El jugador tiene la posibilidad de jugar con el Bajo Egipto, el Hatti, el Mitanni, Israel o la ciudad estado de Tiro, Biblo o Mari u otras facciones en un mapa que cubre el delta egipcio, Israel, Siria, el entero Próximo Oriente y el sudeste de Anatolia.
- Gran Campaña avanzada: Es igual que la Gran Campaña, solo que todos los asentamientos y los fuertes son más desarrollados y todas las facciones tienen más tecnologías.

## Gameplay
El juego, para cada campaña, consiste en alcanzar un total de 1000 puntos, que se obtienen conquistando ciudades. Los turnos son ilimitados, y cada uno ocupa un mes.
Se comienza consolidando el propio territorio mediante la construcción de edificios para la producción, la felicidad y el ejército. Edificios como los altares, los templos, las universidades y los colegios son capaces de elevar la moral de las ciudades. Las casernas están divididas en 3 tipos: infantería, arqueros y caballería, compuesta principalmente de vigas y carros de guerra.
Hay 9 recursos en el juego:
- Oro: Es muy útil para el comercio y se produce en las minas. En caso de falta de este recurso, las tropas podrían también desertar a causa de la falta de salario.
- Comida: Es fundamental para la nutrición tanto civil como militar. Una vez que un edificio alcanza el tercer nivel de construcción, se puede elegir si hacer un edificio que acoja más trabajadores (Wheat farm) o potenciar la producción de comida con los mismos trabajadores (Livestock holding, útil para asentamientos con pocos trabajadores disponibles). La falta de comida podría provocar hambrunas en todo el imperio.
- Madera: Producida gracias a las carpinterías, necesarias para construir las vigas y después, los carros de combate.
- Materiales de construcción / Ladrillos: Sirven para la construcción de casi todos los edificios, y se producen en los cañaverales y fábricas de ladrillos. Sin estos, los edificios pueden colapsar.
- Cobre: Se utiliza para la construcción de varias unidades militares y se produce en sus canteras correspondientes.
- Lata: Se utiliza para la construcción de varias unidades militares y se produce en sus canteras correspondientes.
- Caballos: Se utilizan para la construcción de varias unidades militares y se pueden obtener en establos y cuarteles de caballería.
- Gemas: Se utilizan para mejorar las ciudades, y se producen en sus canteras correspondientes.
- Incienso: Se utiliza para la construcción de edificios religiosos, y se cultiva en granjas y cultivos.

Existe la pantalla de comercio donde, a cambio de oro, se puede regular la entrada de los diferentes recursos. Su coste es variable según el recurso y su valor. Esto naturalmente, influye también en la cantidad oro disponible. Además es posible fijar el pago para cada recurso de modo que no haya que estar variándolo continuamente.
Mantener alta la felicidad en los asentamientos es fundamental para que no se produzcan rebeliones, de lo contrario sufrirás una rebelión y te encontrarás que una tribu independiente controlará una ciudad que era tuya. La felicidad de la ciudad varía por el pago de las tasas, a la comida distribuida, el ritmo de trabajo y a la frecuencia de reclutamiento de las tropas. En la pantalla del imperio (icono del mapamundi) se pueden ver los estados actuales de las ciudades poseídas, visualizando sus felicidades, su construcción actual y su producción. Siempre en aquella pantalla es posible modificar tres barras que indican respectivamente la fuerza de trabajo (más producción pero menos felicidad), el consumo de comida y el salario mensual. En la barra continente el nombre de las ciudades se puede observar el estado de la ciudad por su color:
- Rojo: La ciudad ha alcanzado el límite máximo de población;
- Verde: Hay tantos obreros como puestos libres de trabajo;
- Azul: Hay puestos de trabajo libres pero ningún obrero disponible;
- Celeste: Hay obreros disponibles, pero ningún sitio de trabajo libre;
- Blanco: No hay obreros disponibles Y no hay algún sitio de trabajo libre.

A menudo, llegarán las ordas bárbaras, de color blanco, que intentarán apoderarse de las otras ciudades, principalmente aquellas poseídas del jugador si este se ha expandido mucho.
Pueden también ocurrir acontecimientos que varían desde descubrimientos de nuevas venas de oro, almacenes de madera incendiados, cultos religiosos misteriosos, mercaderes que donarán al jugador de los recursos, tributos inesperadosde un gobernador...
La diplomacia, poco útil para la relación con las otras facciones, al igual que usar espías en estados de los otros soberanos, sirve para conocer las tropas enemigas eliminando la niebla de guerra. Será posible expulsar diplomáticos de otras facciones. Además de escoltarlo fuera de tus fronteras, puedes expulsarlo, sacarle los ojs, cortarle la cabeza... Cuando se pierde el diplomático, se  obtendrá un nuevo, el cual sin embargo habrá perdido toda su experiencia. Las facciones visitadas por un diplomático muestran tantos parámetros cuantas estrellas luce el diplomático (debido a su experiencia, que varía con el tiempo que lleva en el cargo), y vienen mostrados en escalera sus sentimientos hacia el jugador, sus mejores aliados, sus peores enemigos, su poder económico y su fuerza militar. Moviendo el cursor sobre los cuadrados colorados se podrá ver:
- Azul: Facciones que acogen un embajador del jugador;
- Verde: Facciones de las cuales el jugador acoge el diplomático;
- Celeste: Facciones con diplomacia recíproca;
- Blanco: Territorios independientes;
- Rojo: Territorios poseídos del jugador.

Una vez que el jugador interfiere un ejército propio con otro enemigo se pasa obviamente a la batalla, donde sin embargo, como en Legion, el control del ejército se basa solo en la disposición de los batallones. Se puede decidir si hacerle atacar en marcha, en carrera, después una larga o breve espera, etc. y se puede disponer cada regimiento o escuadrón en posición de bloqueo, en línea, a cuña o a línea oblicua.
El comercio y la diplomacia no son demasiado importantes para la victoria en el juego; el principal objetivo es aquel de eliminar más facciones posibles, y conquistar el mayor número de ciudades, hasta que, como se dijo antes, se alcanzan los 1000 puntos. Para eliminar una facción del juego es necesario no solo conquistar todas sus ciudades, sino también eliminar todos sus ejércitos.

## Culturas
Existen 10 culturas en el juego, al cual pertenecen varias facciones. Las culturas se dividen en base al continente, y cada cultura posee una unidad única:
- Egipcia (Alto Egipto, Bajo Egipto, Baja Nubia, Kush): Lancero Teheru
- Ittita (Hatti, Lukka, Arzawa, Retablo): Lancero Meshedi
- Mitanni (Mitanni, Urartu): Carro de guerra Maryannu
- Assira (Assiria, Babilonia, Accadia, Persia): Lancero Sha Qurbute
- Sumera (Ur, Lagash, Dilmun): Biga de guerra Gish Gigir
- Beduina (Medianiti, Temaniti, Makkan): Camello Midianita
- Siriana Tiro, Biblo, Giudea, Gaza): Arquero Sabu Nagib
- Nubiana (Libia, Meshwesh, Gebeliani, Nasamona): Capitán Medjay
- Scitica (Scizia, Sakae, Dahae, Cimmeri del Este y del Oeste): Arquero a caballo escita
- Tribale (Tracia, Zagora, Israel, Caldei): Banda de guerra tribal

También aquí, como en Legion, será posible cambiar la etnia de las facciones; será posible por ejemplo elegir a Babilonia como facción del jugador  y colocarla sin embargo sobre la cultura egipcia, desafiando lo demás del mundo todo sobre cultura nubia o siria; incluso el jugador podrá elegir el Alto Egipto y colocar allí la cultura beduina contra adversarios de cultura asiria.
También los bárbaros y las tribus independientes pertenecerán a unas culturas (principalmente nubia, beduina y tribal).

## Edificios
Se pueden construir muchos tipos de edificios:
- Centro ciudad (para cada nivel se añade un nivel de edificio):
  - Pequeño asentamiento
  - Gran asentamiento
  - Pequeña aldea
  - Gran aldea
  - Pequeña ciudadana
  - Gran ciudadana
  - Pequeña ciudad
  - Gran ciudad (El nivel en el cual se pueden construir las maravillas)
- Mina de oro: permite ganar el oro por medio de las minas.
- Granja de grano: añade puestos de trabajo para la producción de comida.
- Crianza de ganado: produce comida, con los mismos trabajadores.
- Serrería: permite recoger madera.
- Productor de ladrillos: permite producir ladrillos, representados como materiales de construcción.
- Mina de cobre: permite excavar cobre.
- Mina de estaño: permite excavar estaño.
- Mina de gemas: permite excavar gemas.
- Recinto de caballos: permite criar caballos.
- Granja de incenso: permite producir incenso, necesario para la construcción de edificios religiosos.
- Edificios militares: 
  - Barracón de infantería: permite el reclutamiento de unidad de finantería básica.
  - Barracón de infantería de aatalla: permite el reclutamiento de las primeras verdaderas unidades de infantería.
  - Barracón de infantería adiestrada: permite el reclutamiento de soldados profesionales.
  - Barracón de infantería Pesada: permite el reclutamiento de los soldados más potentes.
  - Barracón de lanzadores: permite el reclutamiento de unidad base de infantería de tiro.
  - Barracón de arqueros: permite el reclutamiento de arqueros.
  - Barracón de arqueros de batalla: permite el reclutamiento de unidad de arqueros pesados.
  - Establos: permite el reclutamiento de unidad de caballería base.
  - Escuderías: permite el reclutamiento de unidad de caballería intermedia
  - Establos de Caballería: permite el reclutamiento de unidad de caballería de élite.
- Edificios de apoyo militar:
  - Campo de entrenamiento: se puede evolucionar de Pequeño a Medio a Grande. Permite el reclutamento de nuevos auxiliares, de nueva experiencia a las tropas y desbloquea también nuevos tipos de unidades.
  - Academia Equina: mejora la producción de caballos y permite el reclutamento de nuevas unidades de caballería.
  - Academia de Arcieri: permite el reclutamento de arcieri.
  - Armeria: mejora la producción de cobre y lata, y permite el reclutamento de unidad de fanteria avanzada.
  - Herrera: permite la construcción de escudos y así pues el reclutamento de nuevas unidades de fanteria.
  - Laboratorio: permite la construcción de carros de guerra pesanti de los Establos y de las Escuderías.
- Religión:
  - Altar
  - Templo
  - Gran Templo
  - Complejo de Templi
  - Gran Complejo de Templi
- Educación:
  - Universidad
  - Libreria
  - Gilda
  - Colegio
- Salud:
  - Erbalista
  - Doctor
  - Hospital
  - Clínica
- Fuertes:
  - Pequeño campamento
  - Gran campamento
  - Pequeño fuerte
  - Fuerte medio
  - Grande fuerte
- Meraviglie:
  - Gran Pirámide
  - Jardines Pensili
  - Grande Ziqqurat
  - Torre de Babele

## Unidad
Las unidades presente en el juego están divididas en categorías como Infantería, Capitanes y Caballería, y subidvididos espadachines, carros de guerra, arqueros, giavellottieri, camellos... Algunas condiciones previas requieren la construcción de un edificio en la ciudad en la que la unidad debería ser reclutada, mientras por otros es suficiente un determinado edificio en una cualquier ciudad en el imperio.
- Palanca:
  - Palanca campesina: Toco de los campesinos que han recibido una lanza para luchar y basta, sin alguno escudo o alguno entrenamiento. No tienen fuerza particular, ni alguna habilidad de exploración, y son las tropas más débiles del juego, usabili solo cuándo no se tienen más opciones. No han prerequisiti de reclutamento.
- Auxiliares:
  - Auxiliares Khepetj: Son las primeras unidades de fanteria reclutabili en el juego. Son ligeramente mejores de los campesinos de palanca, y son adapte para terrenos duros. Sus armas hechas en madera son sin embargo de potencial bastante limitado. No tienen habilidades esplorative algunas. Sirve una Caserma de Fanteria para reclutarli.
  - Auxiliares Sabum Qallatum: Son las unidades auxiliares intermedias, teniendo ellos un escudo, que los rinde resistentes a los proyectiles; estos no tienen sin embargo un armatura, qué que los rinde un poco  débiles en la masa a la masa. Sus armas hechas en cobre los rinden sin embargo mejore en ataque. No tienen habilidades de exploración. Para reclutarli sirven una Caserma de Fanteria en la ciudad y un Campo de Entrenamiento (disponible con el descubrimiento de Oficiales) en una ciudad cualquiera.
  - Auxiliares Gibborim: Son las mejores unidades auxiliares, con buena armatura, escudos grandes y armas hechas en bronce. Su pago en oro es alto y no tienen habilidades de exploración. Para reclutarli sirven una Caserma de Fanteria Entrenada (disponibles con el descubrimiento de Tropas Organizadas) en la ciudad y una Armería en una propia ciudad cualquiera.
- Tiratori:
  - Tiratori Hupshu: Son los scaramuccieri primitivi, con giavellotti en madera y sin armatura ni escudo, y todo ello hace intendere que sean tan solo de los cacciatori trascinati en son de guerra. Son útiles sobre todo en las primeras fases de juego, para luego hacerse siempre más obsoletos con el descubrir de nuevas tecnologías. Tienen alguna habilidad esplorativa. Requieren las Caserme de Scaramuccieri.
  - Tiratori 'Apiru: Son los scaramuccieri avanzados, dado que hacen uso de una nueva arma: el arco, que de ellos una distancia de tiro mayor, rindiéndolos más útiles. Faltan sin embargo de armatura y se fían muy del suyo arco, mucho más frente a los Hupshu, lo cual los rinde vulnerables en la masa a masa. Tienen alguna habilidad esplorativa. Para reclutarli requieren una Caserma de Scaramuccieri (disponibles con el descubrimiento de Armas a distancia) en la ciudad y una Academia de Arcieri en una ciudad cualquiera.
  - Tiratori Medjay: Son las unidades únicas para las facciones de cultura nubiana (Libia, Meshwesh Norte y Sur). Tienen los escudos, son excepcionalmente ágiles en terreno abierto, y tienen buenas habilidades esplorative. Son disponibles por medio de una Caserma de Scaramuccieri en la ciudad de reclutamento.
- Banda de guerra:
  - Banda de guerra de los Pueblos del Mar: Es la unidad única de las facciones de cultura tribal. Pur no teniendo alguna habilidad esplorativa, son económicos y adapte a todos los tipos de terrenos, lo cual los rinde muy versátiles y de alto potencial de utilidad. Su reclutamento requiere una Caserma de Fanteria de Batalla (disponible después haber descubierto la Terminación del bronce) en la ciudad de reclutamento y un Campo de Entrenamiento Pequeño en una ciudad cualquiera.
- Spadaccini:
  - Spadaccini Sheridan: Son de intermedia potencia de ataque, pero las suyas disciplina base es baja y tienen formaciones limitadas. No tienen habilidades esplorative. Requieren una Caserma de Fanteria de Batalla (disponible después haber descubierto la Terminación del bronce).
  - Spadaccini Menfat: Tienen más disciplina de los guerreros Sheridan, lo cual los consiente de disponerse en varias formaciones de batalla. Sus escudos rettangolari los permite de absorber mejor los daños, mientras sus armas de altà calidades permite de infliggere daños elevados. No tienen habilidades esplorative. Su reclutamento requiere una Caserma de Fanteria Adiestrada (que requiere la tecnología Unidades Organizadas).
- Lanceros:
  - Lanceros de milizia: Tienen poca disciplina, poseen armas hechas en cobre y no tienen habilidades esplorative. Requieren una Caserma de Fanteria en la ciudad y un Herrero en una cualquier ciudad.
  - Lanceros Madaya: Han armatura ligera y armas de mejor calidad. No tienen habilidades esplorative. Requieren una Caserma de Fanteria de Batalla en la ciudad y un Campo de Entrenamiento Grande en una ciudad cualquiera.
  - Lanceros Massarti: Son muy tueste, teniendo sus escudos pesados y armatura muy spessa. Sus armas están hechas en bronce, y esto los rinde muy fuertes sobre todo en penetración de armature enemigas. No tienen habilidades esplorative. Requieren una Caserma de Infantería Pesada.
  - Lanceros Sha Qurbute: ES la unidad única de las facciones de cultura Assira. Tienen grandes escudos, lo cual los rinde capaces de absorber grandes cantidades de daños, sean estos de proyectil, de carga o de masa a masa. No tienen habilidades esplorative.
  - Lanceros Teheru: ES la unidad única de las facciones de cultura Egipcia. Son entre los lancieri más económicos, y poseen un escudo pero también un armatura ligera, y todavía ligeros. No tienen habilidades esplorative. Requieren una Caserma de Fanteria de Batalla en la ciudad y un gran Campo de Entrenamiento en una ciudad cualquiera.
  - Lanceros Meshedi: ES la unidad única de las facciones de cultura Ittita. Son muy bien armados y equipados, y también leales y disciplinados. No tienen habilidades esplorative. Requieren una Caserma de Fanteria Pesante.
- Arqueros:
  - Arqueros Megau: Son las primeras verdaderas unidades con arco, y tienen un buon poder de potencia de tiro. Son sin embargo prácticamente inútiles en la masa a masa y vulnerables contra los proyectiles, no teniendo ellos ni escudo ni armatura. No tienen habilidades esplorative. Requieren una Caserma de Arcieri, que diventa disponible con el descubrimiento de los Arcos mejorados.
  - Arqueros Sparabara: Son mejor equipados de los arcieri Megau, sobre todo en términos de armatura. Sacrifican sin embargo velocidades y potencia de tiro en favor de protección. No tienen habilidades esplorative. Requieren una Caserma de Arcieri de Guerra, que diventa disponible con el descubrimiento de los Arcieri de Guerra.
  - Arqueros Sabu Nagib: Es la unidad única de las facciones de cultura Siriana. Están equipados con armature hechas en piel, que los da un poco  de ventaja contra los proyectiles y la masa a la masa. Están hechas de buena disciplina y alto moral. No tienen habilidades esplorative. Requieren una Caserma de Arqueros de Guerra, que se vuelve disponible con el descubrimiento de los Arqueros de Guerra.
- Arqueros a caballo:
  - Arqueros a caballo escitas: Es la unidad única de las facciones de cultura Scita. Pur siendo ellos más ligeros en armatura de los arcieri a caballo Pethalle, son sin embargo también más ágiles y así pues más sfuggenti en la masa a masa. Tienen habilidades esplorative excepcionales. Requieren las Escuderías para ser reclutati.
  - Arqueros a caballo Pethalle: Tienen una buena armatura, pero faltan de un escudo, y así pues son más ágiles pero también más frágiles en la masa a masa. Llevan un gran número de proyectiles que pueden ser lanzado en rapidez. Tienen buenas habilidades esplorative. Requieren las Escuderías de Caballería en la ciudad de reclutamento, y una Academia Equina (disponible con la tecnología Staffe) en una ciudad cualquiera.
- Caballería pesada:
  - Caballería Qurbuti: Son grandemente equipados, siendo ellos entre las unidades más avanzadas en el juego. Tienen buenas habilidades esplorative. Requieren las Escuderías de Caballería, disponibles después haber descubierto la tecnología Equitación.
- Camellos:
  - Camellos Medianiti: Es la unidad única de las facciones de cultura Beduina. Tienen alguna habilidad esplorativa. Requieren las Escuderías para ser reclutate.
- Carros de guerra y bigas:
  - Bigas de guerra Gish: No tienen habilidades esplorative, pero pur siendo scarse, cambian el modo de conducir la guerra. Requieren los Establos de Caballería para ser reclutate.
  - Bigas de guerra Gish Gigir: Es la unidad única de las facciones de cultura Sumera. Parecidos a los suyos "antenati", son sin embargo trainati de 4 caballos, y conducidos por 2 hombres, lo cual los rinde muy eficaces en batalla. No tienen habilidades esplorative. Requieren los Establos de Caballería para ser reclutate.
  - Carros de guerra 'aren: Son carros de guerra ligera conducida por un arciere, y en compenso poseen una buena cantidad de proyectiles que pueden ser lanzado muy en fretta. Tienen alguna habilidad esplorativa. Requieren las Escuderías para ser reclutati.
  - Carros de guerra Maryannu: Es la unidad única de las facciones de cultura Mitanni. Pur siendo carros de guerra ligera, están conducidos sin embargo de soldados mejor equipados en términos de armas y armature, que los rinden mejores en la masa a masa. Tienen alguna habilidad esplorativa. Requieren las Escuderías para ser reclutati.
  - Carros de guerra Ansakurra Mes: Son los carros de guerra más avanzada; son carros de guerra pesanti trainati de 2 caballos y conducidos por dos guerreros muy bien armados y corazzati. Son muy bravos en el travolgere unidad enemigas, y toco en género muy tueste. No tienen habilidades esplorative. Para ser reclutati, requieren los Establos de Caballería en la ciudad de reclutamento y un Laboratorio en una ciudad cualquiera.

## Facciones
En el tutorial son presente solo dos facciones: Kashi, aquella aconsejada, y Lubiunni, ambos pertenecientes al grupo étnico Tribale. En el juego verdadero y propio son en cambio presente casi 60 facciones, más un par aggiuntive en las otras campañas, todas pertenecientes a los 10 grupos etnici.

### Gran campaña
- Alto Egipto (Egipcio)
- Bajo Egipto (Egipcio)
- Libia (Nubiano)
- Meshweshi (Nubiano)
- Baja Nubia (Egipcio)
- Kush (Egipcio)
- Trogloditi (Nubiano)
- Minaea (Nubiano)
- Ittiofagi (Nubiano)
- Gebeliani (Nubiano)
- Gaza  (Siriano)
- Giudea (Tribale)
- Israel (Tribale)
- Tiro (Siriano)
- Biblo (Siriano)
- Ugarit (Siriano)
- Kizzuwatna (Ittita)
- Hatti (Ittita)
- Lukka (Ittita)
- Retablo (Ittita)
- Arzawa (Ittita)
- Ishuwa (Ittita)
- Edom (Siriano)
- Hamath (Siriano)
- Yamhadi (Tribale)
- Mitanni (Mitanni)
- Urartu (Mitanni)
- Mari (Mitanni)
- Temaniti (Beduino)
- Midianiti (Beduino)
- Qedari (Beduino)
- Amorriti (Tribale)
- Caldei (Tribale)
- Nabatu (Beduino)
- Dilmun (Sumero)
- Makkan (Beduino)
- Cimmeri del Este (Scita)
- Cimmeri del Oeste (Scita)
- Scizia (Scita)
- Promedio (Assiro)
- Assiria (Assiro)
- Babilonia (Assiro)
- Ur (Sumero)
- Lagash (Sumero)
- Persia (Assiro)
- Accadia (Sumero)
- Elam (Sumero)
- Lullubi (Tribale)
- Gutei (Tribale)
- Eshunna (Sumero)
- Cassiti (Tribale)
- Irán (Assiro)
- Saka (Scita)
- Dahae (Scita)
- Marhashi (Sumero)
- Anshani (Sumero)
- Sherihumi (Sumero)
- Tribu de los cerros (Tribale)

### Egipto
- Alto Egipto (Egipcio)
- Bajo Egipto (Egipcio)
- Khemet (Egipcio)
- Delta (Egipcio)
- Meshwesh Norte (Nubiano)
- Meshwesh Sur (Nubiano)
- Ittiofagi (Nubiano)
- Trogloditi (Nubiano)
- Minoae (Nubiano)
- Libia (Nubiano)
- Nasamona (Nubiano)
- Gaza (Siriano)
- Giudea (Tribale)
- Gebeliani (Nubiano)
- Temaniti (Beduino)
- Medianiti (Beduino)
- Qedari (Beduino)
- Baja Nubia (Egipcio)
- Kush (Egipcio)

### Anatolia
- Hatti (Ittita)
- Lukka (Ittita)
- Arzawa (Ittita)
- Tracia (Tribale)
- Zagora (Tribale)
- Ishuwa (Ittita)
- Retablo (Ittita)
- Milawanda (Tribale)
- Arinna (Tribale)
- Sardi (Tribale)
- Sarhoyuk (Tribale)
- Melid (Tribale)
- Carchemish (Tribale)
- Konya (Tribale)
- Kilistepe (Tribale)
- Yalburt (Tribale)
- Mitanni (Mitanni)

### Mesopotamia
- Ur (Sumero)
- Lagash (Sumero)
- Babilonia (Assiro)
- Temaniti (Beduino)
- Caldei (Tribale)
- Assiria (Assiro)
- Elam (Sumero)
- Cassiti (Tribale)
- Gutei (Tribale)
- Lullubi (Tribale)
- Mitanni (Mitanni)
- Cimmeri del Este (Scita)
- Ishuwa (Ittita)
- Urartu (Mitanni)
- Mari (Mitanni)
- Yamhadi (Tribale)
- Promedio (Assiro)
- Amorriti (Tribale)
- Accadia (Assiro)
- Eshunna (Sumero)

### Levante
- Bajo Egipto (Egipcio)
- Hatti (Ittita)
- Lukka (Ittita)
- Kizzuwatna (Ittita)
- Mitanni (Mitanni)
- Gebeliani (Nubiano)
- Gaza (Siriano)
- Giudea (Tribale)
- Mari(Mitanni)
- Ugarit (Siriano)
- Israel (Tribale)
- Tiro (Siriano)
- Biblo (Siriano)
- Edom (Siriano)
- Amorriti (Tribale)
- Hamath (Siriano)
- Temaniti (Beduino)
- Yamhadi (Tribale)

## Tecnologías
Las tecnologías, comunes para todas las facciones, son ricercabili automáticamente con el pasar de los turnos, sin falta de un árbol tecnológico.
- Calles: Permite de ampliar los campamentos en Pequeñas Aldeas.
- Terminación del metal: Permite de construir una Caserma de Lancieri.
- Armas a distancia: Permite de construir Caserme de Tiratori.
- Terminación del bronce:  Permite la construcción de Caserme de Fanteria de Batalla.
- Unidades organizadas: Permite la construcción de Caserme de Fanteria Adiestradas.
- Rueda: Permite la construcción de Establos.
- Crianza de Animales: Permite la construcción de Escuderías.
- Equitación: Permite la construcción de Establos de Caballería.
- Staffe: Permite la construcción de Academias Equine.
- Generales: Permite de construir un Campo de entrenamiento Pequeño.
- Excavación: Permite la construcción de minas más profundas y fuertes más grandes.
- Palabra escrita: Permite la construcción de Altares y Universidades.
- Religión: Permite la construcción de Templi.
- Escritura cuneiforme: Permite la construcción de Librerie y Grandes Templi.
- Calles: Permite de construir Grandes Aldeas.
- Muraglia: Permite de construir Grandes Fuertes.
- Legislatura: Permite de construir Pequeños Borghi.
- Inchiostro: Permite la construcción de Gilde y Complejos de Templi.
- Administración: Permite la construcción de Doctores y Grandes Borghi.
- Escritura: Permite la construcción de Colegios.
- Anatomía: Permite la construcción de hospitales.
- Escudo: Permite la construcción de Herreras.
- Construcción: Permite la construcción de Laboratorios.
- Arcos Mejorados: Permite la construcción de Caserme de Arcieri.
- Arcieri de Combate: Permite la construcción de Caserme de Arcieri de Combate.
- Monoteismo: Permite de construir Gran Complejos de Templi
- Armatura: Permite la construcción de Caserme de Fanteria Pesante.
- Gobierno centralizado: Permite la construcción de Grandes Ciudades.

## Curiosidad
- En el curso de la Gran Campaña, si se invade una ciudad situada en el punto extremo suroeste del mapa, se afrontará una unidad especial llamada Guerreros Skellington, lancieri de potencia elevada. En el azar se logre conquistar la ciudad, no solo se podrá annettere el asentamiento, pero será también posible reclutare tales guerreros.